# Kiten (Burgas)
Kiten (búlgaro:Китен) é uma cidade da Bulgária, localizada no distrito de Burgas. A sua população era de 1,163 habitantes segundo o censo de 2010.

## População
| Kiten | Kiten | Kiten | Kiten | Kiten | Kiten | Kiten | Kiten | Kiten | Kiten | Kiten | Kiten | Kiten | Kiten | Kiten | Kiten | Kiten | Kiten | Kiten | Kiten |
| --- | ----- | ----- | ----- | ----- | ----- | ----- | ----- | ----- | ----- | ----- | ----- | ----- | ----- | ----- | ----- | ----- | ----- | ----- | ----- |
| Ano | 1887  | 1910  | 1934  | 1946  | 1956  | 1965  | 1975  | 1985  | 1992  | 2001  | 2002  | 2003  | 2004  | 2005  | 2006  | 2007  | 2008  | 2009  | 2010  |
| População |       |       |       | …     | …     | …     | …     | …     | 0,751 | 0,867 | 0,870 | 0,890 | 0,909 | 0,911 | 0,996 | 1,019 | 1,067 | 1,060 | 1,163 |
| Fontes: Instituto Nacional de Estatísticas, „citypopulation.de“, „pop-stat.mashke.org“, Bulgarian Academy of Sciences |       |       |       |       |       |       |       |       |       |       |       |       |       |       |       |       |       |       |       |